# Bernard Lopez
Pour les articles homonymes, voir López.
Bernard Lopez de Roberts (Cadix, 15 mars 1817 - Paris 9e, 19 mai 1896) est un auteur dramatique français, d'origine espagnole.

## Biographie
Ses pièces ont été représentées sur les plus grandes scènes parisiennes du XIXe siècle : Théâtre du Vaudeville, Théâtre de la Gaîté, Théâtre des Variétés, Théâtre de l'Ambigu-Comique, etc.

## Œuvres
- Le Tribut des cent vierges, drame en 5 actes, avec Pujol, 1839
- Les Pages et les Poissardes, ou la Cour et la Halle, comédie-vaudeville en 2 actes, avec Edmond Rochefort, 1840
- Aubray le médecin, mélodrame en 3 actes, avec Charles Desnoyer, 1840
- Les Chevau-légers de la reine, comédie en 3 actes, mêlée de chant, avec Charles Dupeuty, 1842
- La Chasse aux belles-filles, ou Garçon à marier, vaudeville en 4 actes, avec Laurencin, 1843
- Turlurette, comédie-vaudeville en 1 acte, 1844
- Les Frères Dondaine, vaudeville en 1 acte, avec Varin, 1846
- Le Phare de Bréhat, ou Un, Deux et Trois, comédie-vaudeville en un acte, avec Edmond de Biéville, 1847
- Jacques le fataliste, comédie-vaudeville en 2 actes, avec Clairville et Dumanoir, 1847
- Regardez mais ne touchez pas !, Comédie de cape et d'épée, avec Théophile Gautier, 1847[3]
- La Taverne du Diable, drame en 5 actes et 6 tableaux, avec Pujol, 1848
- Mademoiselle de Choisy, comédie vaudeville en 1 acte, avec Henri de Saint-Georges, 1848
- Roger Bontemps, vaudeville en 1 acte, avec Clairville, 1848
- Les Beautés de la cour, comédie-vaudeville en deux actes, avec Jules-Édouard Alboize de Pujol, 1849
- L'Imagier de Harlem ou la Découverte de l'imprimerie, drame-légende à grand spectacle, en 5 actes et 10 tableaux, en prose et en vers, avec Joseph Méry et Gérard de Nerval, 1852
- Les Filles sans dot, comédie en 3 actes, en prose, avec Auguste Lefranc, 1852
- Le Sage et le Fou, comédie en 3 actes, en vers, avec Méry, 1852
- Grégoire, vaudeville en 1 acte, avec Hippolyte Cogniard, 1854
- Thibaud l'ébéniste, comédie-vaudeville en 1 acte, 1854
- Frère et Sœur, drame en cinq actes, avec Joseph Méry, 1855
- Les Trois Nicolas, opéra-comique en trois actes, avec Gabriel de Lurieu et Eugène Scribe, 1858
- Paris hors Paris, vaudeville en 3 actes et 4 parties, avec Clairville, 1859
- Trottmann le touriste, comédie-vaudeville en trois actes, avec Narrey, 1860
- La Veillée allemande, drame en 1 acte, avec Alexandre Dumas, 1863
- La Fiancée aux millions, comédie en 3 actes, en vers, avec Méry, 1864
- Robert Surcouf, drame en 5 actes et 8 tableaux, avec Eugène Grangé, 1864
- L'amour est un enfant, comédie en 1 acte, 1866
- Les Français à Lisbonne, chronique militaire en 4 actes, 1866
- La Rue des Marmousets, comédie en 3 actes, avec Alfred Delacour, 1870
- L'Eau qui dort, vaudeville-proverbe en 1 acte, avec Charles Narrey, 1873
- Le Vœu inutile, comédie en 1 acte, en vers, 1876
- Les Ricochets du divorce, comédie en 4 actes, en prose, 1879